# Newark (Califòrnia)
Newark és una població dels Estats Units a l'estat de Califòrnia. Segons el cens del 2009 tenia 44.035 habitants.

## Demografia
Segons el cens del 2000, Newark tenia 42.471 habitants, 12.992 habitatges, i 10.341 famílies. La densitat de població era de 1.173,8 habitants/km².
Dels 12.992 habitatges en un 40,2% hi vivien nens de menys de 18 anys, en un 62,2% hi vivien parelles casades, en un 11,6% dones solteres, i en un 20,4% no eren unitats familiars. En el 14,1% dels habitatges hi vivien persones soles el 4,2% de les quals corresponia a persones de 65 anys o més que vivien soles. El nombre mitjà de persones vivint en cada habitatge era de 3,26 i el nombre mitjà de persones que vivien en cada família era de 3,59.
Per edats la població es repartia de la següent manera: un 27,3% tenia menys de 18 anys, un 9,5% entre 18 i 24, un 34,3% entre 25 i 44, un 21,2% de 45 a 60 i un 7,8% 65 anys o més.
L'edat mediana era de 33 anys. Per cada 100 dones de 18 o més anys hi havia 99,2 homes.
La renda mediana per habitatge era de 69.350 $ i la renda mediana per família de 71.351 $. Els homes tenien una renda mediana de 46.061 $ mentre que les dones 34.959 $. La renda per capita de la població era de 23.641 $. Entorn del 4,2% de les famílies i el 5,5% de la població estaven per davall del llindar de pobresa.

## Poblacions properes
El següent diagrama mostra les poblacions més properes.